# Lutz Roeder's .NET Reflector
Lutz Roeder's .NET Reflector，是一個可以將以.NET Framework為基礎的DLL或EXE檔，反轉回原始程式的工具軟體。目前.NET Reflector 8僅提供試用版可免費使用14天。此工具軟體雖非Open Source（開放原始碼），但早期釋出的版本連他自己的exe檔都能反轉回原始程式，但後期版本則使用混淆器進行保護，並加上免費使用的天數限制。此工具在啟動時，會連到其官網檢查是否有更新的版本，故如果電腦沒連接Internet的話，將無法正常啟動此工具軟體。
使用此一工具軟體者，需注意到反轉出來的原始程式，不可隨意以公開的方式轉散佈，以免觸犯他人的智慧財產權。此工具軟體強大到連.NET Framework的官方類別組件，都能反轉出原始程式，這對於有興趣研究.NET Framework的運作原理的人，有很大的幫助，能夠容易找到官方文件未揭露的介面或方法。

## 原始程式呈現方式
- IL
- C#
- Delphi
- MC++
- Visual Basic
- Chrome!
- PowerShell

## 外部連結
- Lutz Roeder's Programming.NET C# VB CLR （页面存档备份，存于）（Reflector for .NET）
- .NET Reflector Add-Ins （页面存档备份，存于）（相關外掛）